# Warsan Shire
Warsan Shire (Somalisch: Warsan Shireh, Arabisch: ورسان شرى) (geboren op 1 augustus 1988) is een Britse schrijver, dichter, redacteur en leraar, geboren uit Somalische ouders in Kenia. In 2013 ontving ze de inaugurele Brunel University African Poetry Prize, gekozen uit een shortlist van zes kandidaten uit een totaal van 655 inzendingen. Haar woorden 'Niemand verlaat zijn thuis / tenzij thuis de bek van een haai is', uit het gedicht 'Gesprekken over thuis (in het uitzetcentrum)', wordt 'een oproep voor vluchtelingen en hun voorstanders' genoemd.

## Leven
Geboren op 1 augustus 1988 in Kenia als dochter van Somalische ouders, emigreerde Shire met haar gezin naar het Verenigd Koninkrijk op eenjarige leeftijd. Ze heeft vier broers en zussen. Ze heeft een Bachelor of Arts graad in Creative Writing. Vanaf 2015 woont ze voornamelijk in Los Angeles, Californië.
In 2011 bracht ze Teaching My Mother How To Give Birth uit, een poëziebrochure uitgegeven door Flipped eye. Haar volledige collectie werd in 2016 uitgebracht, ook met Flipped eye.
Shire heeft haar poëzie gelezen op verschillende artistieke locaties over de hele wereld, waaronder in het Verenigd Koninkrijk, Italië, Duitsland, Noord-Amerika, Zuid-Afrika en Kenia. Haar gedichten zijn gepubliceerd in verschillende literaire publicaties, waaronder Poetry Review, Magma en Wasafiri. Daarnaast is het werk van Shire te zien in de collecties Salt Book of Younger Poets (Salt, 2011), Ten: The New Wave (Bloodaxe, 2014) en Nieuwe Dochters van Afrika (onder redactie van Margaret Busby, 2019). Haar poëzie is ook vertaald in een aantal talen, waaronder Italiaans, Spaans, Portugees, Zweeds, Deens en Ests.
Vanaf 2016 werkt Shire aan haar eerste volledige poëziecollectie, nadat ze in 2015 een pamflet met beperkte uitgave had uitgebracht, genaamd Her Blue Body. Ze is de poëzie-redacteur bij het tijdschrift SPOOK magazine en geeft poëzieworkshops zowel wereldwijd als online.
Shires poëzie was prominent aanwezig in Beyoncés album uit 2016, Lemonade. Knowles-Carters interesse in het gebruik van Shires werk werd geïnspireerd door Shires stuk "For Women Who Are Difficult to Love" (Voor vrouwen die moeilijk zijn lief te hebben).

## Invloeden
Shire gebruikt niet alleen haar eigen persoonlijke ervaringen, maar ook de ervaringen van mensen met wie ze een goede band heeft: "Ik weet, of ik ben, elke persoon waarover, waarvoor of waarmee ik heb geschreven. Maar ik stel me ze voor in hun meest intieme setting." Haar grootste interesse is schrijven over en voor mensen die over het algemeen niet anders worden gehoord, bijvoorbeeld immigranten en vluchtelingen, evenals andere gemarginaliseerde groepen mensen. Shire heeft ook gezegd: "Ik navigeer ook veel door het geheugen, mijn herinneringen en de herinneringen van anderen, en probeer in essentie dingen te begrijpen." Als eerste-generatie immigrant heeft ze haar poëzie gebruikt om contact te maken met haar thuisland Somalië, waar ze nog nooit is geweest. Deze positie gebruikt ze zelf als immigrant om de levens van deze volkeren over te brengen. Shire gebruikt de invloeden van haar naaste familieleden en familieleden en hun ervaringen om in haar poëzie de worstelingen weer te geven waarmee ze allemaal te maken hebben gehad.

## Prijzen en onderscheidingen
Shire heeft verschillende prijzen ontvangen voor haar kunst. In april 2013 ontving ze de inaugurele African Poetry Prize van de Brunel-universiteit, een prijs die is bestemd voor dichters die nog geen volledige dichtbundel hebben uitgegeven. Ze werd gekozen uit een shortlist van zes kandidaten uit een totaal van 655 inzendingen.
In oktober 2013 werd Shire geselecteerd uit een shortlist van zes als de eerste Young Poet Laureate voor Londen. De onderscheiding maakt deel uit van het Spoke-programma van de London Legacy Development Corporation, dat zich richt op het promoten van kunst en cultuur in het Queen Elizabeth Olympic Park en het omliggende gebied.
In 2014 werd Shire ook gekozen als poëet-in-residence van Queensland, Australië, in samenwerking met het Aboriginal Centre for Performing Arts gedurende een periode van zes weken.
In juni 2018 werd Shire verkozen tot Fellow van de Royal Society of Literature in haar "40 Under 40" -initiatief.

## Werken
- Mijn moeder leren bevallen (Flipped eye, 2011), ISBN 1905233299
- Her Blue Body (flap pamflettenreeks, Flipped eye, 2015), ISBN 978-1905233489
- Gedichten als "The Unbearable Weight of Staying", "Dear Moon", "How to Wear Your Mother's Lipstick", "Nail Technician as Palm Reader" en "For Women Who Are Difficult to Love" op Lemonade: A Visual Album door Beyoncé (2016)[15]
- Penguin Modern Poets 3: Your Family, Your Body van Malika Booker, Sharon Olds, Warsan Shire (Penguin, 2017). ISBN 0141984023